# Eudule fidentia
Eudule fidentia är en fjärilsart som beskrevs av Druce 1885. Eudule fidentia ingår i släktet Eudule och familjen mätare. Inga underarter finns listade i Catalogue of Life.